# Liste der Naturdenkmale in Leiningen (Hunsrück)
Die Liste der Naturdenkmale in Leiningen nennt die im Gemeindegebiet von Leiningen ausgewiesenen Naturdenkmale (Stand 13. Mai 2024).

## Naturdenkmale
| Nr.         | Bezeichnung | Lage                        | Beschreibung | Bild                                    |
| ----------- | ----------- | --------------------------- | ------------ | --------------------------------------- |
| ND-7140-009 | Ulme        | Hauptstraße, bei Nr. 2 Lage | Ulmus sp.    | Direkt Bild zu diesem Denkmal hochladen |